# Кругове цитування

Схематичне зображення базових способів виникнення кругового цитування. Штрихові лінії показують шляхи інформації, про які невідомо отримувачу інформації.

Кругове цитування чи фальшиве підтвердження — ситуація в джерелознавстві, коли інформація здається такою, що походить з кількох незалежних джерел але насправді походить лише з одного. В багатьох випадках така ситауція є наслідком недбалості при пошуку та перевірці першоджерел. Однак, іноді це може бути зроблено навмисно з метою поширення та посилення віри у певну інформацію.
Проблема характерна для багатьох інформаційних галузей, включно з науковими дослідженнями, журналістикою та розвідувальною діяльністю. В останньому випадку це є особливою проблемою, оскільки з високою ймовірністю означає саме навмисну спробу введення в оману та поширення дезінформації.